# Puna de Atacama
Planota Puna de Atacama ali Atacamska planota je sušna visoka planota v Andih severnega Čila (15 %) in Argentine (85 %). Geomorfolog Walther Penck je svoje združenje zemljskih oblik Grossfalt zasnoval na Puna de Atacama.

## Geografija
Nadmorska višina planote je v povprečju 4500 m nad morsko gladino in se razteza na površini 180.000 km2.
V Argentini je območje Pune razširjeno v provincah Salta, Jujuy in zahodna Catamarca. V Čilu je vključena v regije Antofagasta in severovzhodno Atacamo.

## Geologija
Puna je obsežna planota predkambrijskega izvora, prekrita s paleozojskimi in mezozojskimi sedimenti. Andska orogeneza jo je zlomila in dvignila iz prvotne ravni. Zahodni sektor pune ima velike tokove lave in bazalte iz velikih trenutno neaktivnih vulkanov. Na jugu Pune de Atacama, natančneje v departmaju Antofagasta de la Sierra, je v izredni pokrajini Campo de Piedra Pómez razvidno staro intenzivno vulkansko delovanje.

## Naravno rastlinstvo
Na makroskopskem nivoju prevladujejo kserofilne vrste, prilagojene na malo vode, malo vlažnosti okolja, visoko heliofanijo in tla, edafološko revna z organsko snovjo, na drugi strani pa z veliko solitra. Med naravnimi drevesi in grmi v bolj vlažnih predelih ali ravnicah je nekaj relikvij queñoas (Polylepis besseri) in churquis (Vachellia caven), ki so očitno oblikovale gozdove pred obsežnimi poseki in prekomerno pašo, ki so jih povzročili ljudje, ko so se naselili približno 8000 let pred našim štetjem, preživele vrste, kot so zakrneli grmi in pogosto združeni v 'blazine', so jareta (Azorella compacta), ki ima dolgo življenjsko dobo 2000 let in zlasti grm asteraceae (nebinovke), imenovan tola (Baccharis incarum), bogat z antibiotičnimi lastnostmi, kot je vrsta žajblja (Salvia cuspidata), pa tudi veliki kaktusi vrste, popularno imenovane cardón (Echinopsis atacamensis).

## Živalstvo
Med živalskimi vrstami izstopajo auquénidi, kot so vikunja (Vicugna vicugna), alpaka in lama, le redko najdemo jelena, imenovanega taruka (Hippocamelus antisensis), obstaja več glodavcev, med katerimi izstopa činčila (skoraj popolnoma iztrebljena v 20. stoletju zaradi njenega čudovitega krzna); med pticami sta andski kondor (Vultur gryphus) in gaucho (Agriornis microptera), v zelo alkalnih lagunah so plamenci (lokalno imenovani parinas). Glavni plenilci so mačke, puma (Puma concolor), andska gorska mačka ali quispa michi (Leopardus jacobita), pampaška mačka (Leopardus colocolo) v manjši meri in andska lisica.

## Gospodarstvo
Do zdaj je bilo gospodarstvo v glavnem samooskrbno, z izjemo nekaterih rudarskih dejavnosti v industrijskem obsegu. Dejansko je Puna de Atacama bogata z litijem, natrijevim kloridom, solitrom, boraksom, pomembno pa je tudi izkoriščanje bakra, svinca, kositra in v manjši meri srebra in zlata; velike salare Puna de Atacama spada med največje površinske rezerve strateškega litija na površju planeta Zemlja. Če je bilo gospodarstvo te regije že tisočletja samooskrbno, zahvaljujoč novim virom energije in podtalnici, ki jih je ta regija bogata, sedanje tehnologije omogočajo trajnostne živinorejske sisteme in intenzivno kmetijstvo: vikunja, ki je bila skoraj iztrebljena v zgodnjih 1980-ih letih, daje eno najlepših in najtoplejših voln na svetu, tako gojenje lame kot alpake ali pa tudi reja koz in ovac postaja pomembna. Pomanjkanje sveže površinske vode je že od nekdaj glavni omejevalni dejavnik celotnega gospodarstva te regije (v drugem redu so podnebni dejavniki), vendar so v začetku sedanjega 21. stoletja našli na argentinskem območju Pune de Atacama pomembne vodonosnike.
Kar zadeva energijo, je Puna de Atacama, ki ima enega največjih heliofanov na planetu, tudi eno od ozemelj z največjim potencialom za proizvodnjo fotonavoltaične energije in sončne energije (leta 2018 v Antofagasti de la Sierra prva fotovoltaična elektrarna); po drugi strani obstajajo tudi potenciali za proizvodnjo geotermalne energije (na tem območju je pomembna vulkanska dejavnost in obstajajo gejzirji ali huaycos), obetaven je tudi potencial za proizvodnjo energije vetra.

## Mednarodne meje
Pred pacifiško vojno (1879–1883) je regija pripadala Boliviji. Leta 1898 je bila odstopljena Argentini v zameno za priznanje Tarija kot dela Bolivije. Čile, ki je provinco Litoral priključil od Bolivije, je izmenjavo razglasil za nezakonito. Meja je bila opredeljena leta 1899 po Sporu Puna de Atacama. Od spornih 75.000 km 2 je bilo 64.000 (85%) dodeljenih Argentini in 11.000 (15 %) Čilu.